# Rosário do Sul
Rosário do Sul is een gemeente in de Braziliaanse deelstaat Rio Grande do Sul. De gemeente telt 41.746 inwoners (schatting 2009).

## Aangrenzende gemeenten
De gemeente grenst aan Alegrete, Cacequi, Dom Pedrito, Santana do Livramento, São Gabriel en Quaraí.

## Verkeer en vervoer
De plaats ligt aan de wegen BR-158, BR-290 en vier kilometer oostelijker de RS-640.